# Biserica „Sfântul Arhanghel Mihail” din Mărcăuți
Biserica „Sf. Arhanghel Mihail” este o biserică amplasată în Mărcăuți, raionul Dubăsari, Republica Moldova. Este un monument arhitectural de importanță națională inclus în Registrul monumentelor Republicii Moldova ocrotite de stat cu nr. 430 (raionul Dubăsari). Datează din 1816.